# Theodor Krakowský z Kolowrat
Theodor hrabě Krakowský z Kolowrat (29. května 1806 Vídeň – 12. května 1875 Vídeň) byl příslušník krakovské větve šlechtické rodiny Kolovratů a zakladatel mladší rychnovské linie rodu.

## Život
Narodil se jako druhorozený syn Františka Xavera I. Krakowského z Kolowrat (1783–1855) a hraběnky Julie z Wildenstein-Wildbachu (1786–1849). Jeho otec byl nejmladším ze sedmácti dětí hraběte Leopolda Viléma Krakowského z Kolowrat (1727–1809), nejvyššího česko-rakouského kancléře a státního konferenčního ministra.
V letech 1848 až 1849 byl velitelem kyrysnického pluku č. 2. Z armády odešel s hodností generálmajora.
Po smrti bezdětného strýce Hanuše Krakovského z Kolovrat (1794–1872) zdědil Theodor fideikomis Rychnov nad Kněžnou a Černíkovice.
Hrabě Theodor zemřel ve Vídni v květnu 1875. Místem jeho posledního odpočinku je krypta pod Loretánskou kaplí v kostele Nejsvětější Trojice v Rychnově nad Kněžnou.

## Rodina
Hrabě Theodor byl dvakráte ženat, z prvního manželství s Marií Luisou hraběnkou Niczky de Niczk (1811–1842) se narodily tři potomci, ale pouze nejstarší syn se dožil dospělosti.
- 1. Zdeněk (6. 2. 1836 Prešpurk – 24. 10. 1892 Pellendorf), manž. 1875 hraběnka Olga Khevenhüller-Metsch (10. 10. 1850 Budapešť – 3. 9. 1932 Rychnov nad Kněžnou)
- 2. Marie Vilemína (*/† 4. 8. 1837 Großmutschen)
- 3. Jaroslav (7. 10. 1839 Sebersdorf – 10. 5. 1841)

Po smrti první manželky se ve Lvově roce 1849 oženil podruhé s hraběnkou Severinou Slawczyn-Sieminskou (1823–1889). Manželství bylo požehnáno narozením tří synů a jedné dcery.
- 1. Maria Teodor František Xaver (17. 12. 1851 Josefov – 28. 3. 1926 Vídeň)
- 2. Georgina (24. 4. 1853 Budkov – 18. 12. 1930 Mnichov), manž. 1882 hrabě Jan Karel Zedwitz-Liebenstein (21. 10. 1840 Aš – 1. 3. 1899 Arco)
- 3. Maria Konstantin (15. 10. 1854 Znojmo – 12. 10. 1895 Štýrský Hradec)
- 4. Vilém (27. 12. 1858 Štýrský Hradec – 6. 1. 1928 Vídeň), manž. (morganatické) 1913 Vilemína Spillerová (17. 5. 1871 Vídeň – 19. 11. 1943 Osvětim), zahynula během holocaustu[4]